# Tamura Naoomi
Tamura Naoomi (田村直臣) est un pasteur et un éducateur japonais né le 15 septembre 1858 dans la préfecture d'Osaka et mort le 7 janvier 1934.
Sa publication en 1893 du livre The Japanese Bride aux États-Unis est à l'origine d'une controverse politique au Japon qui cause son renvoi de l'établissement où il enseigne alors.